# John Desmond Bernal
John Desmond Bernal FRS (Nenagh, 10 de maio de 1901 — Londres, 15 de setembro de 1971) foi um cientista irlandês, nascido em Nenagh, no Condado de Tipperary. Destacou-se por seus trabalhos pioneiros no âmbito da cristalografia de raios X.

## Carreira acadêmica
Após realizar estudos na Universidade de Cambridge e licenciar-se em matemática e ciências em 1922, especializou-se em ciências naturais. Continuou seus estudos de pós-graduação sob a tutela de Sir William Bragg nos laboratórios Davy-Faraday em Londres. Em 1924 determinou a estrutura molecular do grafite.
Em seu grupo de pesquisas em Cambridge, Dorothy Crowfoot Hodgkin deu seus primeiros passos em cristalografia, campo em que receberia o Prêmio Nobel de química de 1964. Em 1934, Bernal e Hodgkin tomaram as primeiras fotografias de raios X de cristais protéicos. Outros cientistas destacados que estudaram com John Desmond Bernal incluem Rosalind Franklin, Aaron Klug e Max Perutz.
Mais tarde foi professor de Física em Birkbeck College, parte da Universidade de Londres, e tornou-se membro da Royal Society, a mais antiga sociedade científica do Reino Unido.
Foi também ele quem propôs, em 1929, a chamada esfera de Bernal, baseada em um asteróide oco que se usaria como abrigo de longa duração em missões de colonização do espaço.

## Atividades políticas
Sua vida política foi muito ativa, sobretudo nos años 30, após abandonar o Partido Comunista da Grã-Bretanha em 1933. De acordo com o autor de sua biografia, Maurice Goldsmith, não teria saído do partido, mas perdido sua carteira de militância e negligenciado sua renovação. Havia sido militante nas fileiras comunistas desde 1923.
Em 1939 publicou A função social da ciência, possivelmente o primeiro texto referente à sociologia da ciência.
Recebeu o Prêmio Lênin da Paz em 1953 por seus trabalhos internacionalistas.
Segundo seus biógrafos, suas convicções ideológicas determinaram que nunca recebesse o Prêmio Nobel, em que pese o fato de que vários de seus discípulos e companheiros de pesquisas foram laureados.

## Trabalho durante a Segunda Guerra Mundial
Participou da invenção dos chamados portos pré-fabricados Mulberry, utilizados no desembarque da Normandia.
Após orquestrar o Dia D, J. D. Bernal desembarcou na Normandia no dia seguinte. Seu amplo conhecimento da região se devia tanto à investigação por sua própria conta em bibliotecas inglesas quanto a ter veraneado em lugares próximos. A Marinha Britânica designou-o transitoriamente para o cargo de comandante para minimizar os problemas relacionados com o fato de ter um civil no comando das forças de desembarque.

## Família
Sua família paterna era de origem judaica Sefardita, embora seu pai Samuel fosse católico; sua mãe, cujo nome de solteira era Elizabeth Miller, era norte-americana convertida ao catolicismo, licenciada pela Universidade de Stanford e jornalista.
Martin Bernal, autor do livro Atenea Negra, é seu filho com Margaret Gardiner. J. D. Bernal teve outros três filhos, dois com Agnes Eileen Sprague com quem se casou em 1921, e mais outros com Margot Heinemann.

## Obras
- The World, the Flesh & the Devil: An Enquiry into the Future of the Three Enemies of the Rational Soul (1929)
- Aspects of Dialectical Materialism (1934) with E. F. Carritt, Ralph Fox, Hyman Levy, John Macmurray, R. Page Arnot
- The Social Function of Science (1939)
- Science and the Humanities (1946) (panfleto)
- The Freedom of Necessity (1949)
- The Physical Basis of Life (1951)
- Marx and Science (1952) Marxism Today Series No.9
- Science and Industry in the Nineteenth Century (1953)
- Science in History (1954) que consta de quatro volumes: The Emergence of Science; The Scientific and Industrial Revolutions; The Natural Sciences in Our Time; The Social Sciences: Conclusions
- World without War (1958)
- A Prospect of Peace (1960)
- Need There Be Need? (1960) (panfleto)
- The Origin of Life (1967)
- Emergence of Science (1971)
- The Extension of Man. A History of Physics before 1900 (1972)
- On History (1980) conjuntamente com Fernand Braudel
- Engels and Science, panfleto publicado na revista Labour Monthly
- After Twenty-five Years
- Peace to the World, panfleto do British Peace Committee